# Saturn
 Ovo je glavno značenje pojma Saturn. Za druga značenja pogledajte Saturn (razdvojba).
Saturn je šesti planet u Sunčevu sustavu. Udaljen je 9,54 AJ odnosno 1 429 400 000 km od Sunca, promjera 120 536 km (na ekvatoru) i masu 5,68 × 1026 kg. Saturn je po volumenu i masi drugi planet nakon Jupitera. Uz Jupiter, Uran i Neptun pripada skupini plinovitih divova, planeta vanjskog dijela Sunčevog sustava. Saturn je planet najmanje gustoće i s najvećim prstenom. Obiđe Sunce za 29,5 godina na srednjoj udaljenosti 1,426 · 109 km. Tijelo mu je znatno spljošteno (ekvatorski promjer 120 536 km, polarni promjer 108 728 km), tako da je najspljošteniji od planeta. Masa mu je 95 puta veća od Zemljine. Jedini je planet kojega je gustoća manja od gustoće vode (690 kg/m3).
Saturn se sastoji pretežno od vodika i helija (jednak odnos kao kod Jupitera). Ispod plinovite atmosfere prostire se sloj molekularnoga vodika s nešto zamrznute tvari (u kojoj ima tragova metana, amonijaka i drugog), zatim sloj metalnoga vodika, te središte sa stjenovitom jezgrom. Temperatura je u središtu vrlo visoka (12 000 K), pa je to Saturnov izvor energije usporediv s energijom koju prima Sunčevim zračenjem; temperature oblačnoga sloja iznosi –130 °C, dok bi temperatura samo zbog doprinosa Sunčeva zračenja bila –170 °C. U atmosferi se primjećuju svjetliji i tamniji oblaci usporedni s ekvatorom, manje istaknuti nego kod Jupitera, jer se, zbog niže temperature, stvaraju bliže središtu planeta. Među oblacima se opažaju vrtlozi, kao Velika bijela pjega. Infracrveno zračenje otkriva topliji polarni vrtlog, takozvanu vruću pjegu. Brzina vjetra iznosi do 500 m/s. U ekvatorskom području planet se vrti s periodom od 10 h 14 min, a središte se, prema podatcima prikupljenima uz pomoć radio valova, vrti s periodom od 10 h 39 min 22 s. Saturn ima prostrano magnetsko polje, kojega je magnetski moment 600 puta veći od Zemljina, a magnetska indukcija na površini iznosi oko 50 μT. Za razliku od Jupitera, os vrtnje mu je primjetno nagnuta. Oko Saturna zabilježeno je 62 prirodna satelita, od kojih je 7 zaokruženo djelovanjem vlastite gravitacije (u stvarnosti ima ih više od 150). 
Najpoznatije obilježje Saturna su planetarni prsteni koji ga okružuju u 7 pojaseva, označenih slovima A do G. Oko Saturna kruži i mnoštvo prirodnih satelita, kojih je do sada otkriveno 62. Osim satelita, u ravnini Saturnova ekvatora kruži golem broj satelitskih čestica, koje čine koncentrične prstene. Saturnov je prsten prvi vidio Christiaan Huygens 1655. Glavni se dio prstena, promjera 275 000 km, dijeli na prsten A (vanjski) i prsten B (srednji), između kojih je Cassinijeva pukotina, te prsten C (unutarnji). Prsten D nalazi se najbliže planetu, dok se dalje od glavnoga dijela nalazi tanak prsten F (sastavljen od vrpca), širi prsten G i najširi E, usred kojega se giba prirodni satelit Enkelad. Debljina je glavnoga dijela prstena 1 km. Čine ga uglavnom ledene i manje često stjenovite čestice, obujam kojih se kreće od praha pa do tijela metarskoga promjera. Na oblik i dijeljenje prstena utječu sateliti svojom gravitacijom.
Saturn odbija oko 47% Sunčeve svjetlosti (albedo 0,47). Saturn se za prosječne opozicije (kada je najbliži Zemlji) vidi pod kutom od 20 lučnih minuta, a magnituda mu je u prosjeku 0,7 (u najboljim uvjetima: 0,43). Saturn je jedan od najsvjetlijih objekata na nebu (iza Sunca, Mjeseca, Jupitera i Venere) pa je zato i poznat od davnina. Mali teleskop je dovoljan da se ugledaju prsteni. Sunčeva rasvjeta na Saturnu je oko 100 puta manja nego na Zemlji. Ravnotežna temperatura koju bi imao zbog Sunčeve rasvjete, 90 K, niža je od izmjerene prosječne temperature, 95 - 105 K, što znači da ima značajan vlastiti izvor energije. Sjaj Saturna mijenja se kako se mijenja vidljivost prstena. Saturn su istraživale letjelice Pioneer 11 (1979.), Voyager 1 (1980.), Voyager 2 (1981.), a umjetnim satelitom postala je svemirska letjelica Cassini-Huygens, u srpnju 2004.
Saturn je u rimskoj mitologiji otac vrhovnog boga  Jupitera, dok je u grčkoj mitologiji poznat kao Kronos. Po uzoru na stara češka imena planeta, kajkavci su jedno vrijeme upotrebljavali ime Hladolet pored međunardonog imena Saturnuš (Saturnus po starom kajkavskom pravopisu).

## Fizička svojstva
[[datoteka:Hubble sees a flickering light display on Saturn.jpg|mini|desno|300px|Polarna svjetlost na sjevernom Saturnovom polu.[]]
Saturn je spljošten na polovima i proširen na ekvatoru pa ima oblik elipsoida. Razlika između ekvatorskog i polarnog promjera je čak 10% (120 536 km prema 108 728 km), što je posljedica brze rotacije planeta. Drugi plinoviti planeti (Jupiter, Uran, Neptun) su također splošteni, ali ne toliko kao Saturn. Prosječna gustoća Saturna je 697 kg/m3 što ga čini jedinim planetom u Sunčevom sustavu čija je prosječna gustoća manja od gustoće vode, zbog čega bi, da se nalazi u vodi, plutao.
Jedan Saturnov obilazak oko Sunca traje 29,35 godina, dok jedan okretaj oko osi traje u prosjeku 10 sati, 39 minuta i 25 sekundi.

### Atmosfera
Saturn nema jasno izražene pojaseve kao Jupiter, barem ne u vidljivom dijelu spektra. Razlog tome je sloj sumaglice koji nam zastire pogled u dubinu. Fotografije u infracrvenom svjetlu pokazuju pojaseve mnogo izraženijim. Saturnova atmosfera uglavnom se sastoji od vodika (93%) i helija (5%), uz nešto ostalih spojeva.
Pjege u atmosferi Saturna traju po nekoliko mjeseci. Svemirski teleskop Hubble je 1990. godine snimio na Saturnovom ekvatoru ogromni bijeli oval kojeg nije bilo u vrijeme prolaska letjelica Voyager. Uspoređivanjem sa starim zabilješkama, utvrđeno je da su slične pojave opažene 1876, 1903, 1933, i 1960. godine, otprilike uvijek u isto doba Saturnove godine, sredinom Saturnovog ljeta na sjevernoj polutci. Kasnije su promatrane i neke manje oluje.
Vjetrovi na ekvatoru pušu prema istoku, a dosežu brzine od 500 m/s. Brzina vjetrova opada s približavanjem polovima, pa na širinama iznad 35° vjetrovi pušu u oba smjera. Sloj u kojem pušu vjetrovi debeo je najmanje 2000 km, a simetrija koja je uočena između sjeverne i južne polutke sugerira da bi se vjetrovi mogli spajati negdje u unutrašnjosti.
Dok je Voyager 2 bio iza Saturna, njegovi radio-signali su na putu prema Zemlji prošli kroz gornje slojeve atmosfere, što je omogućilo mjerenje gustoće i temperature tih slojeva. Najniža temperatura, od 82 K, su izmjerena na razini s tlakom od 7000 Pa. Na 10 000 Pa, temperature ispod sjevernog pola su bile oko 10 K niže od onih na umjerenim širinama.

#### Fizičko stanje atmosfere
Oblačni slojevi stvaraju se duboko u atmosferi. Oblaci, naime, nastaju na onim visinama na kojima temperatura padne ispod vrijednosti potrebne da se tvar zamrzne i kristalizira. Kako je Saturnova "površina" na nižoj temperaturi od Jupiterove, tvari se smrzavaju dublje u atmosferi. Iznad oblaka prostire se sloj sumaglice. Sumaglica sadrži čestice smoga nastale u plinu pod djelovanjem Sunčeve svjetlosti. Upravo ta maglica ometa pogled na slojeve oblaka, pa su oni slabijeg kontrasta nego na Jupiteru. Raspored oblaka i ponašanje temperature i tlaka s dubinom inače nalikuju onome na Jupiteru. 
Saturn izdvaja toplinu zarađenu pri nastanku, te zrači nešto više topline nego što do njega stiže sa Sunca. Unutarnja se toplina veoma učinkovito prenosi u gibanje zračnih masa, pa u ekvatorskom području u smjeru vrtnje puše vjetar s brzinom od 500 m/s. Vjetrova koji pušu retrogradno nema sve do širina od ± 40° i ne podudaraju se s granicama svjetlijih i tamnijih pruga paralelnih ekvatoru, kao što se to zbivalo u Jupitera. Povratni vjetrovi, vrtlozi i valovi u oblačnom pokrovu izraziti su tek na većim širinama. Viđeno je i mnogo bijelih i ovalnih pjega, od kojih neke traju po više mjeseci.

### Svojstva unutrašnjosti planeta
Saturnova unutrašnjost je slična Jupiterovoj i sastoji se od kameno-ledene jezgre, 20 puta veće mase od Zemljine. Na jezgru se nastavlja sloj metalnog vodika iznad kojeg je sloj molekularnog vodika. Metalni vodik, nazvan tako zbog svojstava koje vodik poprima pri velikom tlaku, je mnogo dublje nego što je to slučaj kod masivnijeg Jupitera. Saturn je po sastavu 75% vodik i 25% helij, s tragovima vode, metana i amonijaka. Taj sastav približno odgovara sastavu prvotnog oblaka od kojeg je i nastao Sunčev sustav.
Saturnova unutrašnjost je vruća, temperature u središtu su čak 12 000 K, pa Saturn, kao i Jupiter i Neptun, više energije zrači u svemir nego što je prima od Sunca. Ravnotežna temperatura (ona koju bi imao da ga grije samo Sunce) za Saturn iznosi 90 K, ali je stvarna temperatura njegovih vanjskih dijelova 95 - 105 K.
Veća temperatura se može objasniti Kelvin-Helmholtzovim mehanizmom (potencijalna energija gravitacijskog polja sažimanjem prelazi u toplinsku), što ipak nije dostatno objašnjenje za svu proizvedenu energiju. Prema mjerenjima Voyagera 1, samo 7% volumena Saturna čine atomi helija (vodik prevladava), za razliku od 11% kod Jupitera. S obzirom na to da modeli predviđaju podjednake omjere kod oba planeta pretpostavlja se da helij polako tone prema središtu, te da je to uzrok veće temperature. Kapljice helija padanjem kroz atmosferu stvaraju trenje kojim se oslobađa toplina.
U Saturnovoj unutrašnjosti ne vladaju tako visoki tlakovi i temperature kao u Jupiterovoj, jer zbog manje mase tlak sporije raste s dubinom. Velika spljoštenost upućuje na to da je znatniji dio jezgre ispunjen s tvari velike gustoće; tijelo koje ima jednoliku gustoću vrtnjom se manje spljošti nego tijelo kojemu je tvar koncentrirana u jezgri. Zato se smatra da se u Saturnovu središtu nalazi gruda od stijena i leda, s masom 20 puta većom od Zemljine, a polumjera 10 000 km. Najveći dio obujma zauzima molekulski tekući vodik, koji se smjestio u omotaču, dok se metalni tekući vodik spustio niže od polovice dubine.

### Magnetosfera
Saturn, kao i ostali plinoviti divovi, ima jako magnetsko polje koje se proteže do udaljenosti oko 20 do 35 Saturnovih polumjera. Ipak, Saturnovo polje je neusporedivo slabije od Jupiterovog prvenstveno zbog manje količine vodljivog materijala ("metalni" vodik je mnogo dublje), pa je na rubovima planeta po jačini otprilike jednako magnetskom polju na površini Zemlje. Os magnetskog polja se gotovo poklapa s osi rotacije planeta (kut je manji od 1°). 
Volumen Saturnove magnetosfere znatno se mijenja s intenzitetom sunčevog vjetra, a i rep Jupiterove magnetosfere znatno utječe na Saturnovo magnetsko polje. Radio-emisije sa Saturna utihnule su između posjeta Voyagera 1 (studeni 1980.) i Voyagera 2 (kolovoz 1981.), što bi mogla biti posljedica ulaska Saturna u Jupiterovu magnetosferu (iako nema izravnih dokaza).
Na Saturnovo magnetsko polje utječe i njegov satelit Diona. Pozitivni ioni vodika i kisika (H+ i O+) nastali nakon razbijanja molekula vode izbijenih s površine Dione i Tetisa čine unutarnji torus koji se proteže do udaljenosti od 400 000 km od središta Saturna. Na unutarnji torus se nastavlja područje plazme koje se proteže do udaljenosti od 1 000 000 km. Saturnovo magnetsko polje nešto je na površini slabije od Zemljina, ali je mnogo prostranije. Saturn je iznimka među drugim nebeskim tijelima po tome što mu se os magnetskog polja podudara s osi vrtnje unutar kuta od 1°. Sjeverni magnetski pol je na sjevernoj polutki. Povezani s magnetskim poljem jesu izvori veoma jakih radio valova, a na njihovo vladanje utječe gibanje satelita Dione. Izvor su radio valova i munje u oblacima. Kao i na Zemlji, međudjelovanje magnetosfere, atmosfere i sunčevog vjetra stvara veličanstveno polarno svjetlo. Period vrtnje magnetosfere, 10 sati i 40 minuta, ukazuje na brzinu vrtnje Saturnove unutrašnjosti, s kojom je magnetosfera čvrsto povezana.

## Saturnovi prsteni
Saturn je karakterističan po svojim prstenima, koji su lako vidljivi i kroz mali teleskop. Poznati su još od vremena kad je Galileo Galilei prvi upotrijebio teleskop u astronomske svrhe. Prsteni su označavani slovima abecede, prema redoslijedu otkrivanja. Sastoje se od silikatnih stijena, željeznog oksida i leda. Prostiru se od 6 630 km do 120 700 km iznad Saturnovog ekvatora.
Prsteni nisu jedno tijelo. Još je James Clerk Maxwell 1857. godine dokazao da prsteni ne mogu biti jedno tijelo, već bezbroj samostalnih čestica, što je kasnije dokazano spektroskopskim mjerenjima. Pomoću Dopplerovog efekta je potvrđeno da se čestice bliže Saturnu gibaju brže od onih daljih. Čestice prstenova su raznih veličina: od 100-metarskih tijela do mikrometarske prašine. Vjerojatno postoji i nekoliko tijela veličine par kilometara. Prsteni su građeni od leda i nešto kamenja, pa imaju vrlo visok albedo (oko 0,7).
Saturnovi prsteni su vrlo tanki. Iako su široki preko 250 000 km, nisu deblji od 1,5 km, pa bi sa sav njihov materijal mogao komprimirati u tijelo promjera 100 km.
Kroz teleskop se najbolje vide prsteni A, B i C. Pukotina između dva najizraženija prstena (A i B) se zove Cassinijeva pukotina, a mnogo slabije izražena pukotina na vanjskom rubu A-prstena je dobila ime Enckeova pukotina. Pukotine su zapravo orbite s nepovoljnim rezonancijama u odnosu na Saturnove satelite, dakle imaju isto porijeklo kao i Kirkwoodove zone u asteroidnom pojasu.
Dolazak Voyagera 1 i 2 donio je nove spoznaje o prstenima. Fotografije ovih dvaju letjelica su pokazale da se prsteni sastoje od čak stotinjak tisuća manjih prstenčića. Čak su u Cassinijevoj pukotini pronađena 4 prstenčića. Otkrivena su i četiri nova veća prstena: slabašan prsten unutar prstena C nazvan je D prsten dok je prstenu iza prstena A pridruženo slovo F. Iza F prstena su pronađena još dva slabija prstena: G i E.
Zvijezda Delta Škorpiona (Djubba) prošla je (iz perspektive Voyagera 2) iza F-prstena, pa je praćenje treperenja ove zvijezde omogućilo određivanje detaljne strukture prstena F i to čak s 1000 puta boljom rezolucijom (razlučivosti oko 100 m) nego što je bilo moguće ostvariti Voyagerovom kamerom. U F-prstenu su otkrivena i područja gdje se prsten sastoji od više međusobno isprepletenih niti, što se smatra utjecajem satelita Prometej.
Osim toga, uočene su i prolazne strukture u B-prstenu, zapravo valovi gustoće uzrokovane prolaskom nekih od Saturnovih satelita. 
Voyagerove fotografije su otkrile i tajanstvene "žbice", koje se okreću oko Saturna kao kruto tijelo (prsteni se okreću nezavisno jedan od drugoga). Porijeklo im nije objašnjeno, ali se smatra da su vezane uz magnetsko polje Saturna, jer imaju period rotacije kao i magnetsko polje (10 h 39 min.). Dok se Voyager približavao Saturnu, žbice su izgledale tamnije od prstenova, no kasnije su iz drugog su kuta izgledale svjetlije. Svojstvo čestica u žbicama da bolje raspršuju svjetlost u smjeru suprotnom od izvora svjetlosti pokazuje da se radi o vrlo finoj prašini.
Postoji veza između saturnovih prstenova i satelita. Neki od satelita su "pastirski", t.j. čuvaju prstenove, a neki su odgovorni za nastanak pukotina u prstenima. Atlas, Prometej (Prometheus) i Pandora su pastirski sateliti. Pandora i Prometej "čuvaju" prsten F, a Pan se nalazi u Enckeovoj pukotini.
Saturn i njegovi prsteni najbolje se vide kada se Saturn nalazi u skoroj opoziciji. Prsteni prividno nestaju ako njihova ravnina siječe Zemlju u vrijeme promatranja.
Trenutno postoje dvije teorije o tome kako su prsteni nastali. Prva teorija je teorija o raspalom mjesecu, koju je postavio Édouard Roche i nastala je u 19. stoljeću. Teorija se oslanja na postulatu da je jedan od Saturnovih prirodnih satelita upao u nisku orbitu, ispod tzv. Rocheove granice, tako da su ga rastrgale Saturnove plimne sile. Jedna varijacija ove teorije je da se mjesec raspao nakon sudara s kometom. Druga teorija oslanja se na postulatu da su prsteni tu od nastanka planeta, te su ostatak materije od originalne nebularne tvari od koje je Saturn nastao. Ova teorija danas nije šire prihvaćena jer se smatra da prsteni tijekom milijuna godina postanu nestabilni, te da su zbog toga nedavna tvorevina.
Saturnov prsten E je vrlo teško vidljiv čak i najboljim teleskopima. Širina mu je kao udaljenost između Zemlje i Mjeseca.

## Prirodni sateliti
Pogledati: Saturnovi prirodni sateliti
Saturn ima 82 poznata satelita. Broj satelita vjerojatno nije potpun jer Saturnovi prsteni smetaju u njihovom otkrivanju sa Zemlje.
Svi veći sateliti, osim Febe i Hiperiona imaju sinkronu rotaciju. Feba uz to ima retrogradnu te vrlo nagnutu putanju, pa se sumnja da je zarobljeni asteroid. Hiperion je jedino tijelo u Sunčevu Sustavu za koje se zna da ima kaotičnu rotaciju. Mnogi sateliti su u međusobnoj rezonanciji: Mimas - Tetida (1:2), Encelad - Diona (1:2) i Titan - Hiperion (3:4).
Trideset Saturnovih satelita su, po udaljenosti od Saturna: Pan, Atlas, Prometej, Pandora, Epimetej, Janus, Mimas, Encelad, Tetida, Telesto, Kalipso, Diona, Helena, Reja, Titan, Hiperion, Japet, Kiviuq, Ijiraq, Feba, Paaliaq, Skadi, Albiorix, Erriapo, Siarnaq, Tarvos, Mundilfari, Suttungr, Thrymr, Ymir i S/2003 S 1.
Saturnovi prirodni sateliti podijeljeni su u skupine, koje nose ime po najistaknutijem satelitu:
- Skupina Jan koje sačinjava: Jan, Mimas, Encelad, Tetida, Diona, Reja, Titan, Hiperion
- Skupina Siarnaq : Kiviuq, Ijiraq, Paaliaq, Albiorix, Erriapo, Siarnaq i Tarvos
- Skupina Feba : Feba, Skadi, S/2003S1, Mundilfari, Suttung, Thyrm i Ymir

## Povijest istraživanja
Saturn je, zbog svog sjaja, poznat još od pretpovijesti. Galileo Galilei
je, 1610. godine, prvi usmjerio teleskop prema njemu. Zbog nesavršenosti prvih teleskopa, Galileo nije prepoznao prstenove, već je mislio da se radi o tri tijela. Posebno se zakompliciralo promatranje u vrijeme prolaska Zemlje kroz ravninu prstenova, kada su oni prividno nestali (jer su vrlo tanki), što je zbunilo Galilea. Tek je 1659. godine danski astronom Christiaan Huygens u Saturnovom neobičnom obliku prepoznao prstenove. Huygens je objasnio da je njihovo nestajanje i mijenjanje uzrokovano promjenom nagiba orbite Zemlje prema Saturnu tijekom njihovih ophoda oko Sunca.
Talijanski astronom Giovanni Domenico Cassini je 1675. otkrio pukotinu između u prstenima, pa se ta pukotina između prstenova A i B danas naziva po njemu Cassinijevom pukotinom. I drugi razmaci između prstenova nose imena po astronomima koji su ih otkrili ili sudjelovali u istraživanju Saturna (Guerin, Huygens, Maxwell, Encke).
Saturn su do sada posjetile 4 letjelice: Pioneer 11 (1979.)., Voyager 1 (1980.), Voyager 2 (1981.) te Cassini-Huygens. Letjelica Cassini ušla je 1. srpnja 2004. u orbitu oko Saturna i počela 4-godišnju misiju istraživanja Saturna, njegovih prstenova, magnetosfere i satelita. Cassini je nosio sondu Huygens koja se početkom 2005. spustila na površinu Saturnovog najvećeg satelita Titana. Cassini je orbitirao Saturn do 2017. kada je deorbitiran u događaju zvanom Grand Finale.

## Planet Saturn u romanima i filmovima
Saturn se rijetko pojavljuje kao središte radnje, ali su zbog prstena njegove slike popularne kao pozadina u mnogim filmovima.
- 2001: Odiseja u svemiru (1968) Arthura C Clarkea - Saturn i njegov sustav su središte radnje umjesto Jupitera.
- Saturn 3 (film) iz (1980) - većinom se događa u Saturnovom sustavu.

### Ostali projekti
|  | Zajednički poslužitelj ima još gradiva o temi Saturn |